# 曜日会
曜日会（ようびかい）では、近代以降の日本において曜日の名を冠した議会内の会派、党内派閥などの政治集団について説明する。

## 概要
1891年1月9日に貴族院の政務研究会が木曜会と名乗ったのが始まり。これは毎週木曜日に会合を開いたことに由来する。

### 月曜会
月曜会は貴族院で近衛篤麿・二条基弘が中心となり、1891年3月18日に財政問題の調査を目的として結成された。多くの議員が集まったが、やがてその中から研究会・懇話会・三曜会が結成されると月曜会の会合が開かれなくなり、1892年3月以後は活動が途絶えた。

### 火曜会
火曜会は貴族院で公爵・侯爵の親睦のため結成された。徳川家と近衛家という名門が中心となり、公爵・侯爵以外の加入を認めなかったところに特色がある。1947年5月2日に貴族院が廃止されるまで続いた。
また、自由民主党結成時に石橋湛山を中心とした集まりも火曜会を名乗ったが、すぐに解散した。これは後に二日会となる。

### 水曜会
水曜会は自由民主党衆議院議員である石井光次郎が領袖の派閥。前身は自由民主党で緒方竹虎を中心に結成された派閥である「水曜クラブ」。石井の死後は自然消滅した。水曜会 (自民党)参照。
なおそれに先立つ1921年8月頃に山川均を中心とする社会主義者の集まりも水曜会を名乗っていた。これは後に日本共産党の元の一つとなる。水曜会 (社会主義団体) 参照。
また、日本社会党で田邊誠を中心とした右派グループも水曜会を名乗っていた。

### 木曜会
木曜会は貴族院の研究会が1891年1月9日から名乗り、3月12日に同志会と改称するまで続いた。また、1897年7月28日に千家尊福らが離脱して作った集団も木曜会を名乗り、こちらは1913年に解散するまで続いた。
近い名前として、自由民主党の佐藤派は木曜研究会を、田中派は木曜クラブを名称としていた。

### 金曜会
金曜会はかつて自由民主党の田中派内で行われていた勉強会のこと。
政治派閥ではないが、三菱系企業の社長会も金曜会を名乗り、今ではこちらの方が有名である。

### 土曜会
土曜会は貴族院で1901年12月7日に結成された。かつて月曜会であった庚子会と、早家崇を中心に作られた朝日倶楽部が合同して誕生した。